# Ludwig Mauthner
Ludwig Mauthner (Prague, 13 avril 1840 - 20 octobre 1894) était un neuroanatomiste autrichien et un ophtalmologiste originaire de Prague.

## Biographie
Ludwig Mauthner a étudié la médecine à l'Université de Vienne, où il a obtenu son doctorat en 1861. En 1864, il a été privat-docent d'ophtalmologie, puis est devenu professeur à l'Université d'Innsbruck en 1869. En 1877, il démissionne de son poste à Innsbruck, puis retourne à Vienne en tant que conférencier. Plus tard, il a été nommé directeur adjoint de l'Allgemeine Poliklinik de Vienne, et  a obtenu, en 1894, la chaire d'ophtalmologie de cette université. En 1859, alors étudiant, Mauthner décrit une structure fibreuse dans la moelle épinière de poissons qui contenait deux grands corps cellulaires dans le métencéphale des animaux. Ces cellules, présentes chez les amphibiens et les poissons sont connues sous le nom de cellules de Mauthner (en). Les cellules de Mauthner ont des axones de grand diamètre qui descendent dans la moelle épinière. Mauthner a écrit de nombreux traités dans le domaine de l'ophtalmologie. Il a également été le premier à décrire la choroïdérémie,.